# Dieter Puschel
Dieter Puschel (Berlín, 23 d'abril de 1939, Ídem, 22 de gener de 1992) fou un ciclista professional alemany professional del 1961 al 1979. Va participar set cops al Tour de França, i es va proclamar campió nacional en ruta el 1962.

## Palmarès
- 1960
  - 1r al Berliner Etappenfahrt
- 1962
  -  Campió d'Alemanya en ruta
- 1963
  - Vencedor d'una etapa del Critèrium del Dauphiné Libéré
- 1964
  - Vencedor d'una etapa de la Volta a Andalusia

### Resultats al Tour de França
- 1961. 54è de la classificació general
- 1962. 28è de la classificació general
- 1963. 15è de la classificació general
- 1965. Abandona (9a etapa)
- 1967. Abandona (17a etapa)
- 1968. 36è de la classificació general
- 1972. 42è de la classificació general

### Resultats al Giro d'Itàlia
- 1970. 47è de la classificació general

### Resultats a la Volta a Espanya
- 1962. 17è de la classificació general
- 1963. 21è de la classificació general
- 1965. Abandona
- 1966. 25è de la classificació general